# Финале УЕФА Лиге шампиона 2021.
Финале УЕФА Лиге шампиона 2021. била је завршна утакмица УЕФА Лиге шампиона 2020/21, укупно 66. сезоне најјачег фудбалског европског клупског такмичења коју организује УЕФА као и укупно 29. сезоне од реформисања такмичења из Купа европских шампиона у УЕФА Лига шампиона. Финале је одиграно на Стадиону Драгао у Порту, Португалија, 29. маја 2021. године, између два енглеска клуба: Манчестер Ситија (чије је ово прво европско финале) и Челсија (чије је ово треће европско финале).
Првобитно је било у плану да се финале одигра на Стадиону Крестовски у Санкт Петербургу у Русији. Међутим, због пандемије вируса корона, од домаћина финала Лиге шампиона и Лиге Европе затражено је да одложе финала у својим градовима на годину дана. С тим у вези, УЕФА је 17. јуна 2020. најавила да ће се финале Лиге шампиона 2021. одржати у Истанбулу, који је годину дана раније требало да буде домаћин завршне утакмице, а уместо њега је изабран Лисабон, главни град Португалије. Дана 13. маја 2021, УЕФА је најавила да ће се финална утакмица одиграти ипак у Порту како би навијачи могли присуствовати мечу.
Челси је победио Сити резултатом 1 : 0 и тако осигурао своју другу титулу у Лиги шампиона. Као победник, Челси се сусрео с победником Лиге Европе 2020/21, Виљареалом, у УЕФА суперкупу 2021. Такође се квалификовао на Светско клупско првенство 2022. које се одржало у Јапану. У оба поменута такмичења, Челси је изашао као победник.

## Учесници
| Клуб           | Претходни наступи у финалима (подебљане године означавају победника те године) |
| -------------- | ------------------------------------------------------------------------------ |
| Манчестер Сити | Нема (најбољи пласман: полуфинале 2015/16)                                     |
| Челси          | 2 (2008, 2012)                                                                 |

## Пут до финала
Напомена: Резултати финалиста су наведени на првом месту  (Д — домаћин; Г — гост).
| Клуб           | У | П | Н | И | ДГ | ПГ | ГР  | Б  |
| -------------- | - | - | - | - | -- | -- | --- | -- |
| Манчестер Сити | 6 | 5 | 1 | 0 | 13 | 1  | +12 | 16 |
| Порто          | 6 | 4 | 1 | 1 | 10 | 3  | +7  | 13 |
| Олимпијакос    | 6 | 1 | 0 | 5 | 2  | 10 | −8  | 3  |
| Олимпик Марсељ | 6 | 1 | 0 | 5 | 2  | 13 | −11 | 3  |

| Клуб      | У | П | Н | И | ДГ | ПГ | ГР  | Б  |
| --------- | - | - | - | - | -- | -- | --- | -- |
| Челси     | 6 | 4 | 2 | 0 | 14 | 2  | +12 | 14 |
| Севиља    | 6 | 4 | 1 | 1 | 9  | 8  | +1  | 13 |
| Краснодар | 6 | 1 | 2 | 3 | 6  | 11 | −5  | 5  |
| Рен       | 6 | 0 | 1 | 5 | 3  | 11 | −8  | 1  |

Напомене
1. 1 2  Оба меча су одиграна у Будимпешти, Мађарској, услед ограничења путовања између Немачке и Уједињеног Краљевства због пандемије ковида 19.[6][7]
2. ↑  Први меч је одигран у Букурешту, Румунији, услед ограничења путовања у Шпанију због пандемије ковида 19.[6]
3. 1 2  Оба меча су одиграна у Севиљи, Шпанији, услед ограничења путовања између Португалије и Уједињеног Краљевства због пандемије ковида 19.[8]

## Утакмица

### Детаљи
„Домаћин” (из административних разлога) одређен је додатним жребом.
| Манчестер Сити | 0 : 1    | Челси        |
| -------------- | -------- | ------------ |
|                | Извештај | - Хаверц 42’ |

| Манчестер Сити | Челси |

| Г             | 31 | Едерсон             |     |     |
| О             | 2  | Кајл Вокер          |     |     |
| О             | 5  | Џон Стоунс          |     |     |
| О             | 3  | Рубен Дијас         |     |     |
| О             | 11 | Олександар Зинченко |     |     |
| С             | 20 | Бернардо Силва      |     | 64’ |
| С             | 8  | Илкај Гундоган      | 35’ |     |
| С             | 47 | Фил Фоден           |     |     |
| С             | 17 | Кевин де Брујне (к) |     | 60’ |
| Н             | 26 | Ријад Марез         |     |     |
| Н             | 7  | Рахим Стерлинг      |     | 77’ |
| Замене:       |    |                     |     |     |
| Г             | 13 | Зек Стефен          |     |     |
| Г             | 33 | Скот Карсон         |     |     |
| О             | 6  | Натан Аке           |     |     |
| О             | 14 | Емерик Лапорт       |     |     |
| О             | 22 | Бенжамен Менди      |     |     |
| О             | 27 | Жоао Кансело        |     |     |
| О             | 50 | Ерик Гарсија        |     |     |
| С             | 16 | Родри               |     |     |
| С             | 25 | Фернандињо          |     | 64’ |
| Н             | 9  | Габријел Жезус      | 88’ | 60’ |
| Н             | 10 | Серхио Агверо       |     | 77’ |
| Н             | 21 | Феран Торес         |     |     |
| Тренер:       |    |                     |     |     |
| Пеп Гвардиола |    |                     |     |     |

| Г           | 16 | Едуар Менди           |     |     |
| О           | 28 | Сесар Аспиликуета (к) |     |     |
| О           | 6  | Тијаго Силва          |     | 39’ |
| О           | 2  | Антонио Ридигер       | 57’ |     |
| О           | 24 | Рис Џејмс             |     |     |
| О           | 21 | Бен Чилвел            |     |     |
| С           | 5  | Жоржињо               |     |     |
| С           | 7  | Нголо Канте           |     |     |
| Н           | 29 | Кај Хаверц            |     |     |
| Н           | 19 | Мејсон Маунт          |     | 80’ |
| Н           | 11 | Тимо Вернер           |     | 66’ |
| Замене:     |    |                       |     |     |
| Г           | 1  | Кепа Аризабалага      |     |     |
| Г           | 13 | Вили Кабаљеро         |     |     |
| О           | 3  | Маркос Алонсо         |     |     |
| О           | 4  | Андреас Кристенсен    |     | 39’ |
| О           | 15 | Курт Зума             |     |     |
| О           | 33 | Емерсон               |     |     |
| С           | 10 | Кристијан Пулишић     |     | 66’ |
| С           | 17 | Матео Ковачић         |     | 80’ |
| С           | 20 | Калум Хадсон-Одои     |     |     |
| С           | 22 | Хаким Зијеш           |     |     |
| С           | 23 | Били Гилмор           |     |     |
| Н           | 18 | Оливије Жиру          |     |     |
| Тренер:     |    |                       |     |     |
| Томас Тухел |    |                       |     |     |

| Играч утакмице: Нголо Канте (Челси) Помоћне судије: Пау Себријан Девис Роберто Дијаз Перез дел Паломар Четврти судија: Карлос дел Серо Гранде ВАР: Алехандро Ернандез Ернандез Помоћне судије за ВАР-ом: Хуан Мартинез Мануера Ињиго Пријето Лопез де Серајин Павел Гил | Правила - 90 минута главног дела; - 30 минута продужетака уколико је неопходно; - извођење једанаестераца уколико је резултат и даље нерешен; - дванаест резервних играча; - највише пет измена у току регуларног дела, шеста измена дозвољена у продужецима |

### Статистике
| Ставка            | Манчестер Сити | Челси |
| ----------------- | -------------- | ----- |
| Постигнуто голова | 0              | 1     |
| Укупно шутева     | 3              | 5     |
| Шутева на гол     | 1              | 2     |
| Одбрана           | 1              | 1     |
| Посед лопте       | 53%            | 47%   |
| Корнера           | 1              | 1     |
| Фаулова           | 7              | 6     |
| Офсајда           | 1              | 2     |
| Жутих картона     | 1              | 0     |
| Црвених картона   | 0              | 0     |

| Ставка            | Манчестер Сити | Челси |
| ----------------- | -------------- | ----- |
| Постигнуто голова | 0              | 0     |
| Укупно шутева     | 4              | 3     |
| Шутева у оквир    | 0              | 0     |
| Одбрана           | 0              | 0     |
| Посед лопте       | 64%            | 36%   |
| Корнера           | 2              | 0     |
| Фаулова           | 7              | 7     |
| Офсајда           | 0              | 1     |
| Жутих картона     | 1              | 1     |
| Црвених картона   | 0              | 0     |

| Ставка              | Манчестер Сити | Челси |
| ------------------- | -------------- | ----- |
| Постигнутих голова  | 0              | 1     |
| Укупно шутева       | 7              | 8     |
| Шутева у оквир гола | 1              | 2     |
| Одбрана             | 1              | 1     |
| Посед лопте         | 58%            | 42%   |
| Корнера             | 3              | 1     |
| Фаулова             | 14             | 13    |
| Офсајда             | 1              | 3     |
| Жутих картона       | 2              | 1     |
| Црвених картона     | 0              | 0     |